# Viguzzolo
Viguzzolo (piemontesisch Vigseu) ist eine italienische Gemeinde in der Provinz Alessandria (AL), Region Piemont.

## Lage und Einwohner
Der Ort Viguzzolo liegt 27 km östlich von der Provinzhauptstadt Alessandria und 6 km östlich von Tortona auf einer Höhe von 128 m über dem Meeresspiegel. Das Gemeindegebiet umfasst eine Fläche von 18,27 km² und hat 3068 (Stand 31. Dezember 2023) Einwohner.
Die Nachbargemeinden sind Berzano di Tortona, Casalnoceto, Castellar Guidobono, Pontecurone, Sarezzano, Tortona und Volpeglino.

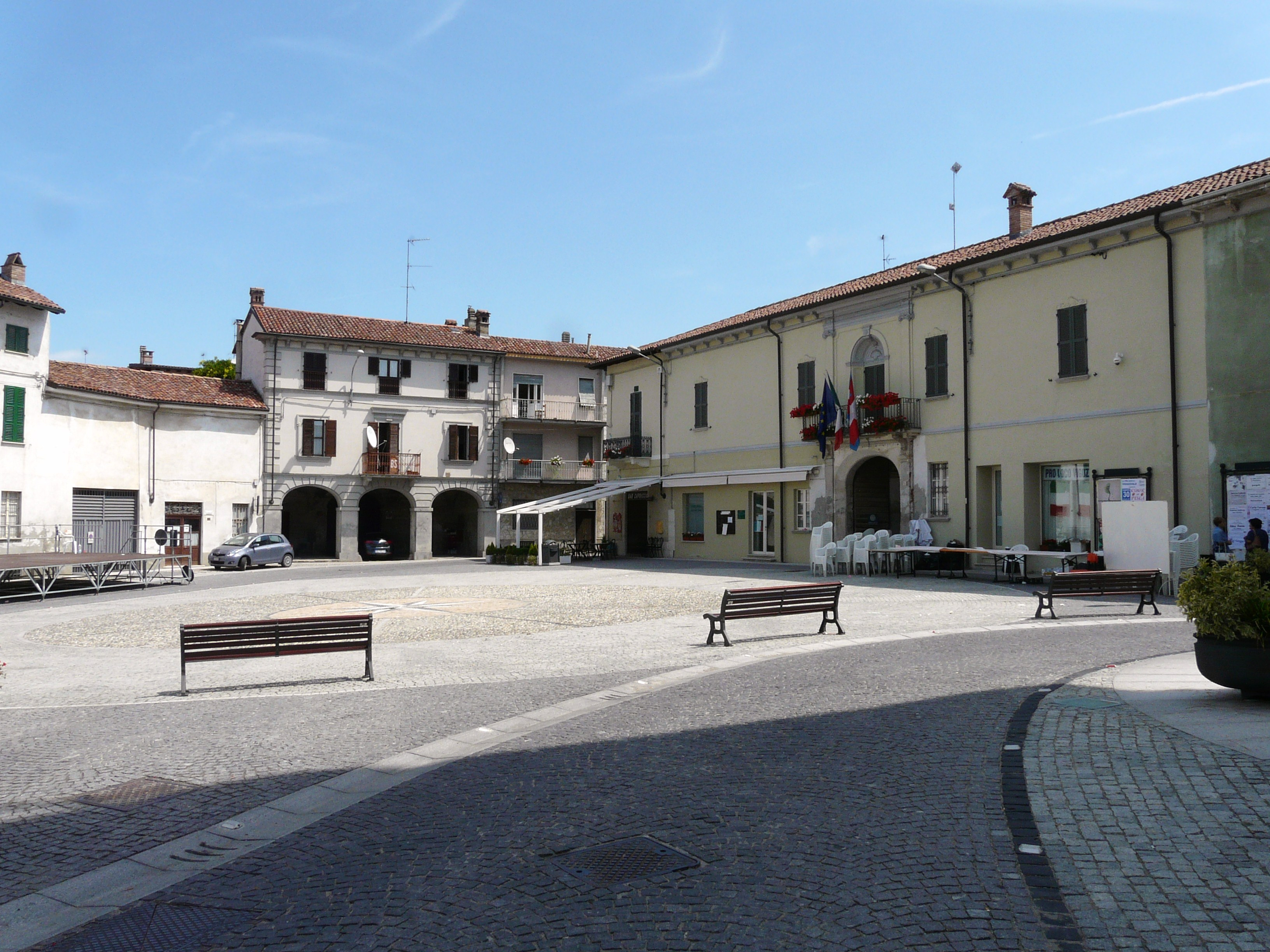
Der Platz der Freiheit, ital. "Piazza Libertà" in Viguzzolo

## Geschichte

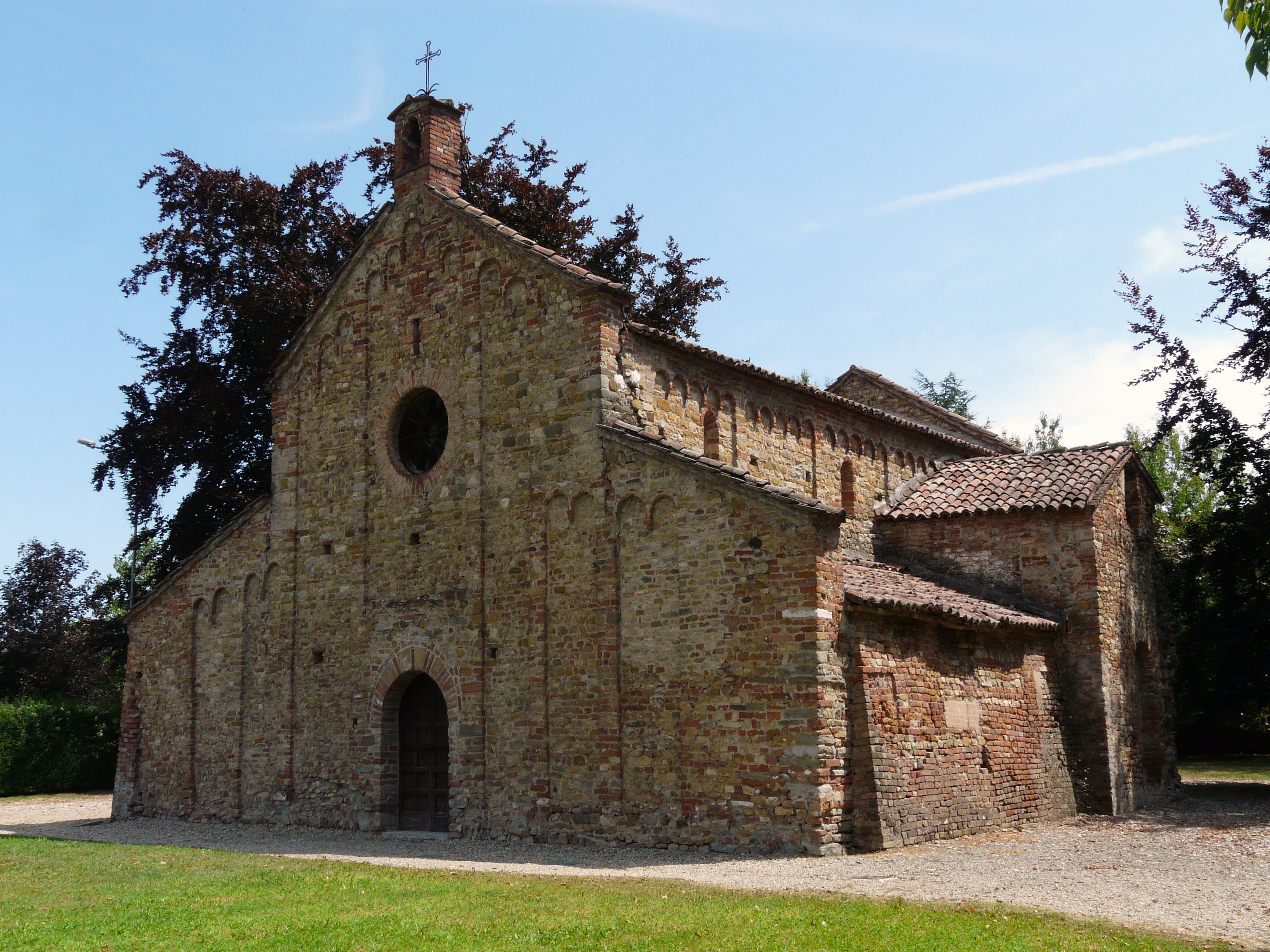
Pfarrkirche Santa Maria

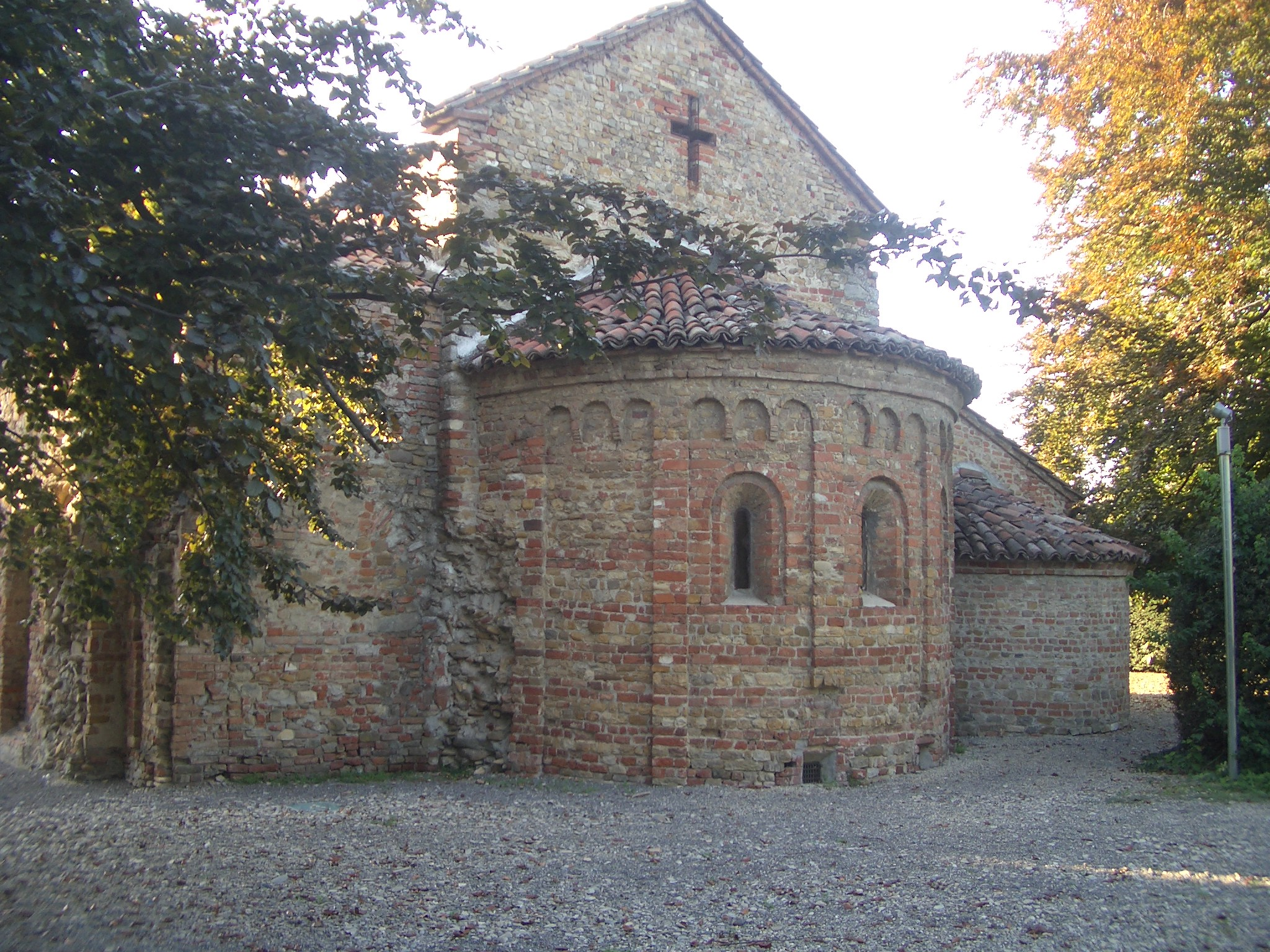
Rückseite der kirche Santa Maria

Das seit 1178 dokumentierte Toponym hat die Formen „Vigizolum“ und „Viguzzollum“, gekennzeichnet durch Verdopplung. Die Etymologie liegt im lateinischen VICUS mit einem doppelten Diminutivsuffix, das „kleines Dorf“ bedeutet. 
Es wurde schon in der Römerzeit kolonialisiert und zu Beginn der christlichen Ära in Form eines Dorfes gegründet. In historischen Dokumenten wird es ab dem 9. Jahrhundert erwähnt. Es sind Informationen darüber in einer Kaufurkunde aus dem Jahr 802 und in einer Investitururkunde aus dem Jahr 896, mit der Kaiser Lambert es einem Vasallen in der Gegend als Lehen verlieh. Zwischen dem 12. und 13. Jahrhundert wurde es eine freie Gemeinde und erhielt 1278 von Tortona das wichtige Privileg der tortonesischen Staatsbürgerschaft, was das erreichte wirtschaftliche und politische Prestige demonstrierte. Im Jahr 1281 erwarb es von den Einwohnern von Tortona das Recht, Wasser aus dem Umleitungskanal des Wildbachs Curone zu entnehmen, ein Recht, das Gegenstand von Streitigkeiten und Kontroversen mit den Nachbargemeinden war. Nach dem Schicksal von Tortona wurde es auch Teil der Herrschaft der Viscontis, wodurch es für einen Zeitraum von zehn Jahren von der Zahlung von Steuern befreit wurde.
Als die Sforzas die Macht übernahmen, wurde sie von ihnen bedroht, wenn sie sie nicht als neue Herren anerkennen würde. Die Einreichung hatte jedoch positive Auswirkungen, da die Rechte an den Gewässern von Grue und Curone bestätigt wurden und 1450 der Titel eines „angesehenen Dorfes“ verliehen wurde. Galeazzo Maria Sforza schenkte es als Lehen der Familie Fogliani aus Piacenza, unter deren Herrschaft es bis in die Jahre der Französischen Revolution blieb. Im 17. Jahrhundert kamen zu den bereits bestehenden Konflikten zwischen Feudalherren und der örtlichen Bevölkerung noch schwere Katastrophen hinzu, wie die Pest von 1630–31 und die Verwüstung durch die französischen und savoyischen Truppen, die 1642 Tortona belagerten.

## Sehenswürdigkeiten
Die Pfarrkirche Santa Maria im romanischen Stil wurde im 11. Jahrhundert erbaut und in den 1930er Jahren nach jahrhundertelanger Vernachlässigung restauriert. Sie hat den Grundriss einer Basilika mit drei Schiffen mit Apsiden und einer Krypta mit Kreuzgewölbe. sie ist für die Öffentlichkeit geschlossen, kann aber bei Voranmeldung besichtigt werden.